# Brazilski zovoj
Brazilski zovoj (lat. Pterodroma arminjoniana) je vrsta morske ptice iz roda Pterodroma iz porodice zovoja. Duga je 35-39 cm, a ima raspon krila 88-102 cm.

## Vanjske poveznice
|  | Zajednički poslužitelj ima još gradiva o temi Pterodroma arminjoniana |
|  | Wikivrste imaju podatke o taksonu Pterodroma arminjoniana             |